# Oligocorynus
Oligocorynus é um género de coleópteros da família Erotylidae.